# Oscar Gjøslien
Oscar Gjøslien   (Lier, 9 de novembre de 1909 - Drammen, 20 de maig de 1995) va ser un esquiador de fons noruec que va competir durant la dècada de 1930. En el seu palmarès destaca una medalla de bronze al Campionat del Món d'esquí nòrdic de 1939. El 1935 va guanyar la cursa dels 50 quilòmetres al festival d'esquí de Holmenkollen. Per tots els seus èxits el 1940, juntament amb Annar Ryen, va rebre la medalla Holmenkollen.